# 42. pehotna divizija (ZDA)
Za druge 42. divizije glejte 42. divizija.
42. pehotna divizija (izvirno angleško 42nd Infantry Division) je pehotna divizija Kopenske vojske ZDA.

## Zgodovina
Divizija je bila prvotno ustanovljena iz prebivalcev 26 zveznih držav ZDA, zato so jo poimenovali Rainbow (Mavrica).